# Irtaco
Irtaco (in greco antico Ὕρτακος) è un personaggio della mitologia greca. 

## Mitologia
Le fonti presentano Irtaco come il nobile troiano che sposò Arisbe, dopo che venne ripudiata da Priamo. Da lei ebbe i due eroi Asio e Niso, che allevò entrambi sul monte Ida, facendone degli esperti cacciatori.  Asio una volta cresciuto fondò la città di Arisbe, così chiamata in onore della madre, e ne divenne il primo re. Nell'Eneide Irtaco è detto padre anche di Ippocoonte. 
I tre figli di Irtaco si resero tutti protagonisti di gesta valorose. Parteciparono alla guerra di Troia, nella quale Asio venne ucciso per mano di Idomeneo. Alla caduta della città, Niso e Ippocoonte seguirono Enea in Italia. Qui combatterono contro i Rutuli di Turno. Nel corso di questo nuovo conflitto fu Niso a trovare la morte, trafitto dagli uomini di Volcente.
 " Quelli che stavano intorno a Practio e a Percote

 e Sesto e Abido avevano e Arisbe divina, 

 di questi era a capo l'Irtacide Asio, guidatore d'eroi,

 Asio Irtacìde, che da Arisbe portavano cavalli, 

fulvi, grandi, e dal fiume Selleento ". 
(Omero, Iliade, libro II, traduzione di Rosa Calzecchi Onesti)
 " Subito Enea invita coloro che desiderino

gareggiare con le veloci frecce, e annunzia i premi,

e con mano possente innalza l'albero della nave di Seresto,

e sospende alla cima dell'albero una volante colomba

legata con una fune, alla quale dirigano i colpi.

S'adunarono gli uomini, e un elmo di bronzo accolse le sorti

gettate; esce per primo tra favorevoli grida

davanti a tutti il posto dell'irtacide Ippocoonte " 
(Virgilio, Eneide, libro V, traduzione di Luca Canali)
 " Niso custodiva la porta, fortissimo in armi

figlio di Irtaco, che ad Enea aveva mandato compagno

l'Ida folto di cacce, veloce con l'asta e con le lievi frecce " 
(Eneide, libro IX, traduzione di Luca Canali)